# Trouble (singel Pink)
"Trouble" – inauguracyjny singel promujący trzeci album studyjny amerykańskiej wokalistki pop-rockowej Pink pt. Try This, wydany w ostatnim kwartale 2003 roku. Utwór zdobył nagrodę Grammy w kategorii Best Female Rock Vocal Performance w roku 2004. Został wykorzystany w filmie Keenena Ivory'ego Wayansa Agenci bardzo specjalni (2004).

## Teledysk
Wideoklip, za którego scenerię posłużył Dziki Zachód, utrzymany jest w klimacie westernowym. Klip rozpoczyna się sceną, w której wokalistka wjeżdża do prowincjonalnego miasteczka o nazwie Sharktown. Bohaterka wdaje się w bitwę z mieszkańcami, którzy trzymają niewinne konie na uwięzi, przez co zostaje aresztowana. Podstępem udaje jej się uciec z więzienia; wybiera się do lokalnego baru, gdzie wszczyna jeszcze większą bitwę.
Gościnnie w teledysku wystąpiły tancerki z zespołu Pussycat Dolls, młoda aktorka, która w wideoklipie do jednego z poprzednich singli Pink "Family Portrait" wcieliła się w rolę młodocianej artystki oraz Jeremy Renner jako szeryf miasteczka Sharktown.

## Zawartość singla
amerykański/kanadyjski singel
1. "Trouble"
2. "Trouble" (Hyper Radio Remix)

australijski/europejski singel
1. "Trouble" (radio edit)
2. "Delerium"
3. "Free"
4. "Trouble" (multimedia track)

AOL
1. "Trouble" (acoustic)